# Pelvis renal
La pelvis renal es la parte dilatada proximal del uréter en el riñón. Tiene una forma parecida a la de un embudo.
Es el punto de convergencia de dos o tres cálices mayores. Cada papila renal está rodeada por una rama de la pelvis renal denominada cáliz. 
La función principal de la pelvis renal es actuar como embudo para la orina que fluye al uréter.

## Imágenes adicionales

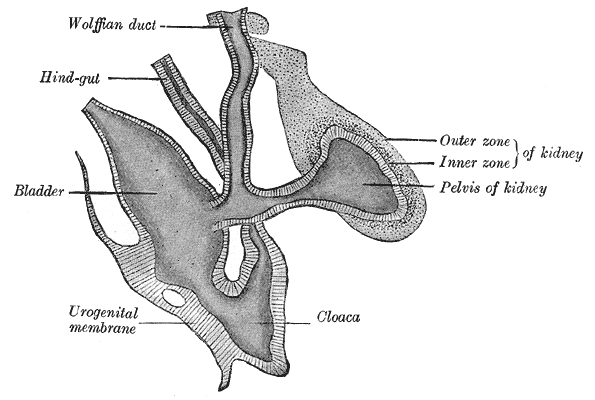
Riñón y vejiga primitivos, de una reconstrucción.
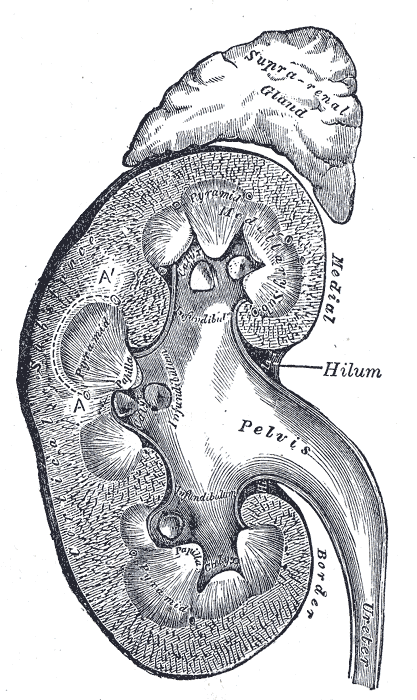
Sección vertical del riñón.